# Miss United States International
Miss United States International è il concorso di bellezza ufficiale attraverso il quale si seleziona la rappresentante degli Stati Uniti per Miss International. Gli Stati Uniti hanno inviato una propria delegata a Miss International sin dalla prima edizione del concorso nel 1960. L'unico anno in cui non c'è stata alcuna rappresentanza è stato il 2006.

## Albo d'oro
Il concorso Miss International non si è tenuto nel 1966, mentre nel 2006 gli Stati Uniti d'America non hanno inviato alcuna rappresentante
| Anno | Miss US International     | Stato rappresentato | Piazzamento a Miss International            | Titolo a Miss International |
| ---- | ------------------------- | ------------------- | ------------------------------------------- | --------------------------- |
| 1960 | Charlene Lundberg         | Indiana             | 5ª classificata                             | Miss United States          |
| 1961 | Jo Ann Marie Dye          | Ohio                |                                             | Miss United States          |
| 1962 | Carolyn Joyner            | Kansas              | 5ª classificata                             | Miss United States          |
| 1963 | Joyce Bryan               | Florida             | 3ª classificata                             | Miss American Beauty        |
| 1964 | Linda Ann Taylor          | California          | 2ª classificata                             | Miss American Beauty        |
| 1965 | Gail Karen Krielow        | Ohio                | 2ª classificata                             | Miss American Beauty        |
| 1967 | Pamela Elfast             | New Jersey          |                                             | Miss American Beauty        |
| 1968 | Karen Ann MacQuarrie      | California          | 2ª classificata                             | Miss American Beauty        |
| 1969 | Gayle Kovaly              | California          | Top 15                                      | Miss American Beauty        |
| 1970 | Randi Blesner             | Iowa                | Top 15                                      | Miss American Beauty        |
| 1971 | Jacqueline Lee Jochims    | Iowa                | 3ª classificata                             | Miss American Beauty        |
| 1972 | Lindsay Diane Bloom       | Arizona             | 5ª classificata                             | Miss American Beauty        |
| 1973 | Maria Pia Canzani         | Maryland            |                                             | Miss American Beauty        |
| 1974 | Brucene Smith             | Texas               | Vincitrice                                  | Miss American Beauty        |
| 1975 | Patricia Lynn Bailey      | Virginia            | 3ª classificata                             | Miss American Beauty        |
| 1976 | Susan Elizabeth Carlson   | New York            | 3ª classificata                             | Miss American Beauty        |
| 1977 | Laura Jean Bobbit         | California          | 5ª classificata                             | Miss American Beauty        |
| 1978 | Katherine Patricia Ruth   | California          | Vincitrice                                  | Miss American Beauty        |
| 1979 | Anna Maria Rapagna        | Arizona             | 2ª classificata                             | Miss American Beauty        |
| 1980 | Clarissa Ann Ewing        | California          | 2ª classificata                             | Miss American Beauty        |
| 1981 | Lisa Schuman              | California          | Top 15                                      | Miss American Beauty        |
| 1982 | Christie Ellen Claridge   | California          | Vincitrice                                  | Miss American Beauty        |
| 1983 | Kimberly Anne Bleier      | California          | Top 15                                      | Miss American Beauty        |
| 1984 | Sandra Lee Percival       | Missouri            |                                             | Miss American Beauty        |
| 1985 | Sarie Nerine Jourbert     | Louisiana           | 2ª classificata                             | Miss American Beauty        |
| 1986 | Cindy Jane Williams       | Mississippi         | Top 15                                      | Miss American Beauty        |
| 1987 | Paula Jean Morrison       | West Virginia       | Top 15                                      | Miss American Beauty        |
| 1988 | Dana Michelle Richmond    | Mississippi         | 2ª classificata                             | Miss American Beauty        |
| 1989 | Deborah Lee Husti         | New Jersey          | Top 15                                      | Miss American Beauty        |
| 1990 | Shawna Lea Bowman         | California          | Top 15                                      | Miss American Beauty        |
| 1991 | Kimberly Anne Byers       | California          |                                             | Miss United States          |
| 1992 | Sandra Lee Allen          | California          |                                             | Miss United States          |
| 1993 | Lynette Jonene MacFee     | California          |                                             | Miss United States          |
| 1994 | Karen Kristie Doyle       | California          |                                             | Miss United States          |
| 1995 | Krista Loskota            | California          |                                             | Miss United States          |
| 1996 | Maya Yadira Kashak        | California          |                                             | Miss United States          |
| 1997 | Tanya Lorraine Miller     | California          |                                             | Miss United States          |
| 1998 | Susan Paez                | California          |                                             | Miss United States          |
| 1999 | Jennifer Jean Glover      | California          |                                             | Miss United States          |
| 2000 | Kirsten Anne Cook         | Florida             |                                             | Miss United States          |
| 2001 | Eliana Thompson           | California          |                                             | Miss United States          |
| 2002 | Mary Elizabeth Jones      | California          |                                             | Miss United States          |
| 2003 | Lisette Otero             | Florida             |                                             | Miss United States          |
| 2004 | Amy Lynne Holbrook        | California          | 2ª classificata                             | Miss United States          |
| 2005 | Anna Ward                 | California          |                                             | Miss United States          |
| 2007 | April Strong              | Illinois            |                                             | Miss International USA      |
| 2008 | Kelly Best                | Michigan            |                                             | Miss International USA      |
| 2009 | Aileen Jan Valdehuesa Yap | Texas               | Miss Mobile Beauty Special Award Vincitrice | Miss International USA      |
| 2010 | Cassandra Tressler        | Maryland            |                                             | Miss International USA      |